# Demolition 23 (album)
Demolition 23 è il primo album dei Demolition 23, uscito nel 1994 per l'Etichetta discografica Music for Nations.

## Tracce
1. Nothin's Alright (Monroe, Wilder, Van Zandt)
2. Hammersmith Palais (Monroe, Wilder, Van Zandt)
3. The Scum Lives On (Monroe, Wilder, Van Zandt)
4. Dysfunctional (Monroe, Wilder, Van Zandt)
5. Ain't Nothin' To Do (Bators, Chrome) (Dead Boys Cover)
6. I Wanna Be Loved (Thunders) (Johnny Thunders Cover)
7. You Crucified Me (Monroe, Wilder, Van Zandt)
8. Same Shit Different Day (Monroe, Wilder, Van Zandt)
9. Endangered Species (Harper, Garratt) (UK Subs Cover)
10. Deadtime Stories (Monroe, Wilder)

## Formazione
- Michael Monroe - Vocals, armonica
- Jay Hening - chitarra
- Sami Yaffa - basso
- Jimmy Clark - batteria

### Altre partecipazioni
- Little Steven - cori
- Mory Clark - cori
- Jude Wilder - cori